# Torneo de Auckland 2016
El ASB Classic 2016 será un torneo de tenis para ATP World Tour 2016 y WTA Tour 2016, jugado en canchas duras al aire libre. Será la 31.ª edición del eventos para las mujeres, y la 4.ª edición para el eventos de los hombres, que era conocido como el Heineken Open hasta 2015. Se llevará a cabo en el Centro de Tenis ASB en Auckland, Nueva Zelanda, desde 4 al 9 de enero de 2016 para las mujeres, y del 11 al 16 de enero de 2016 a los hombres.

## Cabezas de serie

### Individuales masculinos
| Tenista            | Ranking | Preclasificado |
| David Ferrer       | 7       | 1              |
| Jo-Wilfried Tsonga | 10      | 2              |
| John Isner         | 11      | 3              |
| Kevin Anderson     | 12      | 4              |
| Benoît Paire       | 19      | 5              |
| Fabio Fognini      | 21      | 5              |
| Ivo Karlović       | 23      | 7              |
| Roberto Bautista   | 25      | 8              |

- Ranking del 28 de diciembre de 2015

### Dobles masculinos
| Tenista                           | Ranking | Preclasificada |
| Juan Sebastián Cabal Robert Farah | 52      | 1              |
| Treat Huey Max Mirnyi             | 61      | 2              |
| Philipp Petzschner Alexander Peya | 74      | 3              |
| Eric Butorac Scott Lipsky         | 85      | 4              |

### Individuales femeninos
| Tenista             | Ranking | Preclasificada |
| Venus Williams      | 7       | 1              |
| Ana Ivanovic        | 16      | 2              |
| Caroline Wozniacki  | 17      | 3              |
| Svetlana Kuznetsova | 25      | 4              |
| Sloane Stephens     | 30      | 5              |
| Coco Vandeweghe     | 37      | 6              |
| Barbora Strýcová    | 42      | 7              |
| Alison Van Uytvanck | 44      | 8              |

- Ranking del 28 de diciembre de 2015

### Dobles femeninos
| Tenista                             | Ranking | Preclasificada |
| Andrea Hlaváčková Lucie Hradecká    | 37      | 1              |
| Julia Görges Katarina Srebotnik     | 38      | 2              |
| Anna-Lena Grönefeld Coco Vandeweghe | 78      | 3              |
| Klaudia Jans-Ignacik Paula Kania    | 112     | 4              |

## Campeones

### Individuales masculinos
Roberto Bautista Agut venció a  Jack Sock por 6-1, 1-0, ret.

### Individuales femeninos
Sloane Stephens venció a  Julia Goerges por 7-5, 6-2

### Dobles masculinos
Mate Pavić /  Michael Venus vencieron a  Eric Butorac /  Scott Lipsky por 7–5, 6–4

### Dobles femenino
Elise Mertens /  An-Sophie Mestach vencieron a  Danka Kovinić /  Barbora Strýcová por 2-6, 6-3, [10-5]